# Manilkara kurziana
Manilkara kurziana är en tvåhjärtbladig växtart som beskrevs av Herman Johannes Lam och B.Meeuse. Manilkara kurziana ingår i släktet Manilkara och familjen Sapotaceae.
Artens utbredningsområde är Burma. Inga underarter finns listade i Catalogue of Life.